# Road to Ruin (The Mr. T Experience)
Road to Ruin è un album dei Mr. T Experience pubblicato nel 1998.
È la fedele reinterpretazione del quarto album dei Ramones, uscito nel 1978.

## Tracce
1. "I Just Want to Have Something to Do" – 2:42
2. "I Wanted Everything" – 3:18
3. "Don't Come Close" – 2:444
4. "I Don't Want You" – 2:26
5. "Needles & Pins" (Sonny Bono, Jack Nitzsche) – 2:21
6. "I'm Against It" – 2:07
7. "I Wanna Be Sedated" – 2:29
8. "Go Mental" – 2:42
9. "Questioningly" – 3:22
10. "She's the One" – 2:13
11. "Bad Brain" – 2:25
12. "It's a Long Way Back" – 2:20